# Institut for Idræt
Institut for Idræt ved Københavns Universitet virker med uddannelse, forskning og formidling inden for såvel praktisk idræt og humanfysiologi som humaniora og samfundsvidenskab.
Institut for Idræt blev oprettet den 1. september 1997 ved en sammenlægning af Center for Idrætsforskning, Danmarks Højskole for Legemsøvelser og Laboratoriet for Human Fysiologi. Som universitetsuddannelse startede faget med en bifagsuddannelse i 1909 under ledelse af docent Johannes Lindhard, der fra 1917 var professor i gymnastikteori. Den teoretiske del af bifaget lå på universitetet, mens den praktiske uddannelse foregik på Statens Gymnastikinstitut.

## Statens Gymnastikinstitut — Danmarks Højskole for Legemsøvelser
Statens Gymnastikkinstitut blev grundlagt i 1898 til uddannelse af folkeskolens lærere, i første omgang under navnet Statens etårige Gymnastikkursus med professor Hans Olrik fra Statens Lærerkursus (Statens Lærerhøjskole) som fødselshjælper. I 1911 blev navnet ændret til Statens Gymnastikinstitut, og fra 1941 var navnet Danmarks Højskole for Legemsøvelser (DHL) frem til sammenlægningen i 1997.
Gymnastikinspektør K.A. Knudsen (1864-1949) nævner Franz Nachtegall (1777-1847) som den egentlige ophavsmand til en civil gymnastikuddannelse. Han oprettede Gymnastisk Selskab i 1798 og et gymnastikinstitut i 1808, men efter statsbankerotten bukkede instituttet under i 1816. I tidsrummet 1816-1898 var gymnastikken i militært regi, og på seminarierne underviste militære lærere fra Hærens Gymnastikskole.